# Тревьен
Тревье́н (фр. Trévien, окс. Trevièn) — коммуна во Франции, находится в регионе Юг — Пиренеи. Департамент — Тарн. Входит в состав кантона Кармо-2 Валле-дю-Серу. Округ коммуны — Альби.
Код INSEE коммуны — 81304.

## География

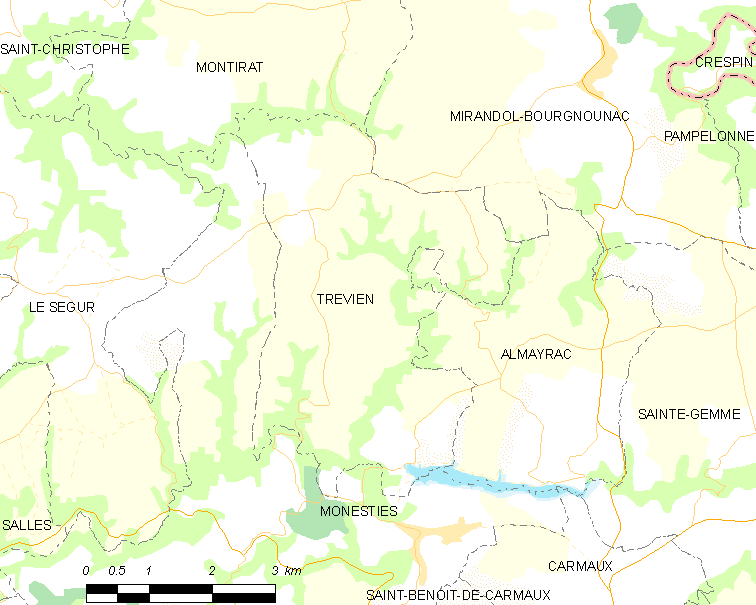
Карта коммуны

Коммуна расположена приблизительно в 530 км к югу от Парижа, в 80 км северо-восточнее Тулузы, в 21 км к северу от Альби.

## Климат
Климат умеренно-океанический. Зима мягкая и дождливая, лето жаркое с частыми грозами. Ветры довольно редки.

## Население
Население коммуны на 2010 год составляло 193 человека.
| 1962 | 1968 | 1975 | 1982 | 1990 | 1999 | 2010 |
| ---- | ---- | ---- | ---- | ---- | ---- | ---- |
| 408  | 338  | 282  | 235  | 202  | 188  | 193  |

## Администрация
| Период | Период | Фамилия     | Партия | Примечания |
| ------ | ------ | ----------- | ------ | ---------- |
| 2001   | 2014   | Жиль Каст   |        |            |
| 2014   | 2020   | Фабьен Бекс |        |            |

## Экономика
В 2007 году среди 92 человек в трудоспособном возрасте (15—64 лет) 65 были экономически активными, 27 — неактивными (показатель активности — 70,7 %, в 1999 году было 62,4 %). Из 65 активных работали 61 человек (32 мужчины и 29 женщин), безработных было 4 (2 мужчин и 2 женщины). Среди 27 неактивных 6 человек были учениками или студентами, 16 — пенсионерами, 5 были неактивными по другим причинам.

## Достопримечательности
- Замок Тревьен (XV век). Исторический памятник с 1980 года.[4]
- Церковь Св. Лаврентия в деревне Тревьен.
- Церковь Св. Петра в деревне Жиль.
- Дольмен Нугероль (эпоха неолита).